# Фатальна Лара
«Фатальна Лара» (італ. Io, loro e Lara) — італійський комедійний фільм 2009 року, створений режисером Карло Вердоне.

## Сюжет
Священик Карло Масколо після тривалої відсутності повертається з Африки до Риму, де дізнається про одруження свого батька з його доглядальницею — молдаванкою Ольгою, що дуже не подобається не тільки Карло, а й його сестрі Беатріс і брату Луїджі. Після того як Ольга раптово помирає, виявляється, що батько переписав своє майно на її дорослу позашлюбну дочку Лару. Спалахує скандал, під час якого Лара обіцяє повернути все, але ставить одну дивну умову — родина Масколо має повечеряти з нею та її гостею, на яку потрібно справити добре враження…

## У ролях
| Актор              | Роль                |
| ------------------ | ------------------- |
| Карло Вердоне      | падре Карло Масколо |
| Лаура К'ятті       | Лара Васілеску      |
| Анна Бонаюто       | Беатріс Масколо     |
| Марко Джалліні     | Луїджі Масколо      |
| Серджіо Фіорентіні | Альберто Масколо    |
| Ольга Балан        | Ольга Васілеску     |
| Анджела Фінок'яро  | доктор Еліза Драгі  |

## Нагороди та номінації
Давид ді Донателло (2010)
- Номінація на найкращого актора другого плану (Марко Джалліні).
- Номінація на Premio David Giovani (Карло Вердоне).

Срібна стрічка (2010)
- Найкращий сюжет (Карло Вердоне, Франческа Марчано, Паскуале Пластіно).
- Номінація на найкращий комедійний фільм (Карло Вердоне).
- Номінація на найкращого актора другого плану (Марко Джалліні).

Золотий глобус (Італія) (2010)
- Номінація на найкращий комедійний фільм (Карло Вердоне).

Золота хлопавка (2011)
- Номінація на найкращий сюжет (Карло Вердоне, Франческа Марчано, Паскуале Пластіно).
- Номінація на найкращу акторку другого плану (Анна Бонаюто).
- Номінація на найкращого актора другого плану (Марко Джалліні).

Bastia Italian Film Festival (2011)
- Номінація на Гран-прі журі (Карло Вердоне).

Golden Graals (2011)
- Номінація на найкращу акторку у комедійному фільмі (Лаура К'ятті).